# 錬丹術
錬丹術（れんたんじゅつ）は、中国の道士の術の一つ。服用すると不老不死の仙人になれる霊薬（仙丹）をつくる。煉丹術とも書く。

## 概要
煉丹術は中国古代の神仙思想より発展した道教の長生術の一部をなす。広義の煉丹術は外丹と内丹に分かれるが、学術的文脈においては煉丹術といえば一般に「外丹」のほうを指す。外丹においては丹砂（硫化水銀）を主原料とする「神丹」「金丹」「大丹」「還丹」などと称される丹薬や、金を液状にした「金液」が服用された。このようなものは実際のところ人体に有害であり、唐の皇帝が何人も丹薬の害によって命を落としたことが『旧唐書』『新唐書』に記されている。事実として実際に煉丹に成功したことがあったか否かは定かではないが、外丹術は不老不死の薬を作るという本来の目的では完全な失敗に終わった。このため、不老長生のために外的な物質を求める外丹術の代わりに、不老不死の素となるものを体内に求める思想が興り、これが内丹の考えにつながっていく。その一方で外丹術は中国の医薬学・本草学の発展に寄与し、間接的には中国の化学技術の発展にも貢献した（たとえば火薬の発明は煉丹術の副産物とされる）。
「内丹」は外丹の用語と、存思・房中・行気・吐納などの気の養生術を、胎児の成長過程の再現に結び付けて作り出され、発展したと考えられる一連の身体技法である。内丹は、外丹における外的存在である物質としての丹の錬成を、自己の心身の内なる修煉のプロセス（聖胎）として行うものであり、「性」（こころ）と「命」（からだ）の身心一体を修める「性命双修」が必要とされている。その効果は外丹における不老不死から歴史的に変化していき、生命力を高めることで、道（タオ）との合一に至ることを目的とする。内丹術は、現代の「気功」の重要な源流の一つとなった。

## 外丹
外丹術は金石草木を服用する「服食」と呼ばれる古代の神仙方術のひとつの発展形である。『神農本草経』は中国最古の医薬書とされるが本来の目的は仙薬を求めることにあった。初期は草木中心の仙薬であったが、次第に鉱物から人工的に合成したものを不老不死の丹薬として重視するようになり「外丹術」が発展していった。煉丹の主な方法には、原料の鉱物を釜の中で加熱する「火法」と鉱物を水溶液や懸濁液にする「水法」とがある。典型的な金丹の製造法は「丹砂」（硫化水銀）、「汞」（水銀）、「鉛」などの薬物を調合して鼎炉にて火にかけて焼煉するものである。煉丹術ないしその萌芽は漢代に登場し、『抱朴子』（zh）を著した西晋・東晋の葛洪らによって金丹道として確立し、他の神仙方術とともにいつしか道教の一部とみなされるようになった。

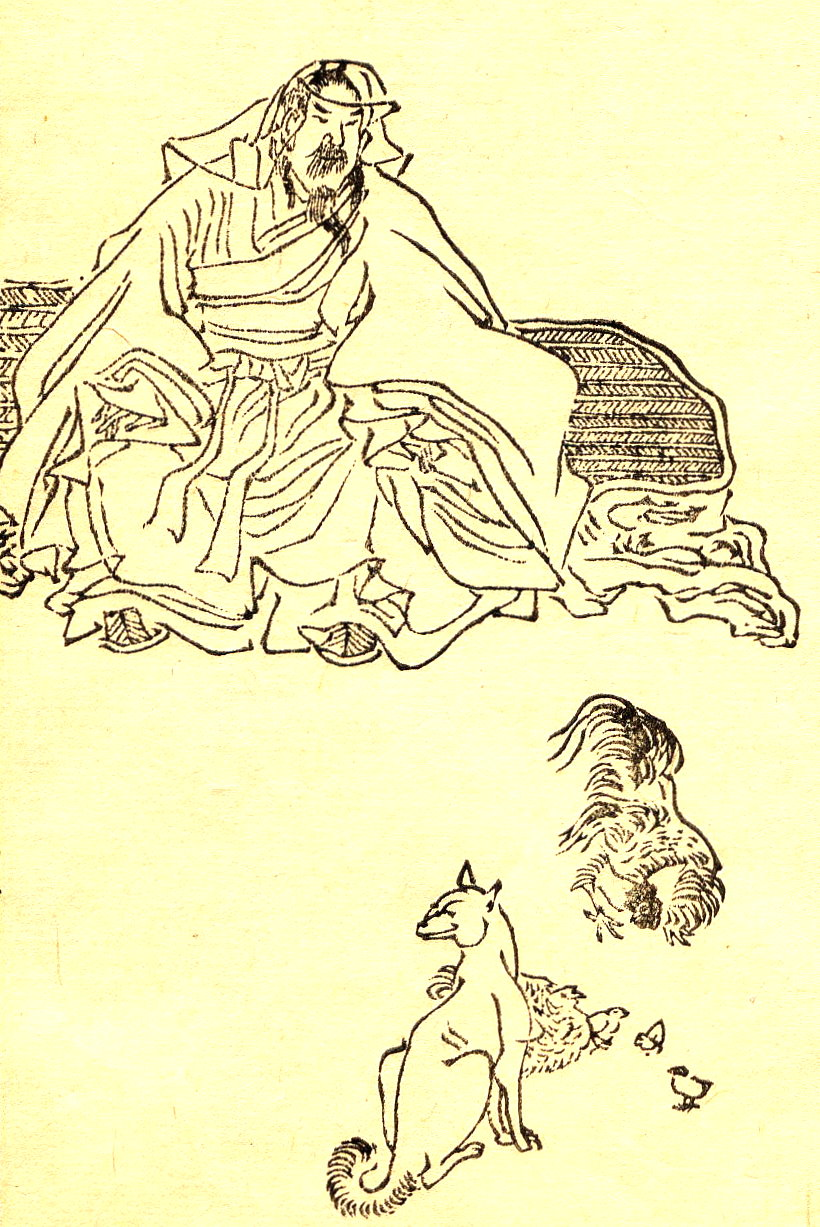
葛洪　／　『列仙酒牌』より

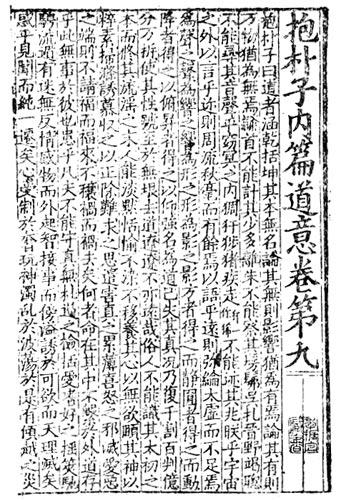
『抱朴子』内篇

卑金属を貴金属に変える力を持つ不老不死の霊薬「エリクサー（賢者の石）」の製造などを目的とする西洋の錬金術とは共通する部分も多いが、西洋の錬金術がどちらかというと金を作ることを主目的としていたのに対し、煉丹術は昇仙と不老不死を主目的とする点が異なる。
『抱朴子』内篇の「金丹篇」は、黄金は火中にて何度錬り鍛えても消えず、土中にても腐食することなく、その不朽性をもって人を不老不死にすることができると述べている（黃金入火 百煉不消 埋之 畢天不朽 服此二物 煉人身體 故能令人不老不死）。通常の金は「生金」と呼ばれ、有毒とされた。煉丹術で作られる金は「薬金」と称される黄色い合金で、鉛の化合物とも銅の合金とも言われる。卑金属から金銀（のような合金）を製する技術は「黄白術」と称される。『抱朴子』内篇の「黄白篇」に説かれているものがそれである。金（または薬金）を液体化した「金液」は金丹と並び称された仙薬である。金を溶かすには水銀（アマルガム参照）か、もしくは青酸を含む覆盆子（トックリイチゴ）の未成熟果実が用いられたと考えられている。
辰砂から作られた薬を服用して不死を求めるという発想が生まれた背景には、辰砂は鮮やかな赤褐色を示すため、その色が血液につながるという思想があったものと思われる。葛洪は『抱朴子』「金丹篇」で、丹砂を加熱すると硫化水銀が還元されて水銀を生じ、水銀に硫黄を反応させるとまた丹砂に還るという循環的過程に永遠性を見出し、これを不老不死と結びつけている。なお、水銀が丹砂に還ると葛洪が述べているのは、丹砂に似た色を呈する酸化水銀(II)への変化とも言われる。酸化水銀(II)は、水銀を空気中で沸点近くまで熱することにより得られ、これをさらに高い温度まで加熱すると水銀と酸素に分解する。古人にはこの過程が、丹砂が水銀へ、水銀が丹砂へと何度でも変化し、元に戻るかのように観察されたと考えられる。
後漢の人とも三国呉の人とも言われる魏伯陽の『周易参同契』は、汞（水銀）と鉛の配合を煉丹の基本とした。この外丹書は易理を用い、陰陽五行の複合的シンボリズムに基づくさまざまな隠語で煉丹の材料や過程を表現している。「鉛汞」といえば煉丹術の代名詞となり、鉛汞を表す青龍・白虎といった術語は後の内丹術に引き継がれた。『周易参同契』は五代・北宋の頃から内丹道の古典とみなされるようになり、内丹の観点から解釈した注釈書がいくつも作られた。幸田露伴のエッセイ「仙書参同契」も、同書を内丹の書とする注釈書に沿った理解に立脚しており、現代の研究者が本来の外丹書として論じるようになったのは比較的近年のことである。
金丹には水銀化合物や砒素化合物が含まれ、強い毒性があったと考えられる。煉丹家たちはそれを火毒と呼んで恐れた。煉丹術の流行により水銀や水銀化合物を服用して逆に命を縮める人が後を絶たなかった。少なくとも6人の唐の皇帝が水銀中毒で死亡したことが清代の趙翼の著『二十二史箚記』巻19新旧唐書　唐諸帝多餌丹薬に述べられている。不老不死を望んでいた秦の始皇帝もそれによって死期を早めたという説もある。こうしたこともあってか、宋代には鉱物性の丹薬を作る外丹術は衰退し、唐代より次第に重んじられるようになった内丹術が主流となった。明代には人の排泄物や経血より不老長生の薬を製する人元の丹法が外丹の一種として流行した。

## 内丹
水銀を直接使用して化学的に丹を作るのではなく、人体に存する五臓の気、または神と炁（気）、または三宝と呼ばれる精・気・神を原料に、身体を火を起こす炉（かまど）とし丹田を鼎（鍋）とみなし意識と呼吸をふいごとして、自己の内に丹を煉るという発想もあった。前者の方法を外丹、後者の方法を内丹という。
内丹術は物理的に丹を作る外丹術から取って代わるように歴史の表舞台に登場した。内丹という語は、南北朝時代の天台宗第二祖南嶽慧思の『立誓願文』に「神丹の薬を足らしめてこの願いを修め、外丹の力に藉（よ）りて内丹を修めん、衆生を安（やす）んぜんと欲して先ず自（みずか）らを安んずるなり」（足神丹薬修此願 藉外丹力修内丹 欲安衆生先自安）と見えるのが文献上の初出とされる。ここでは内丹の語の具体的な意味に言及していないが、仏道修行の援けとして芝草や神丹（外丹）を利用し、自分の生を安んじながら禅の修行（内丹）に邁進しよう、との抱負を述べたものとも解される。また、宋代の『南嶽総勝集』叙に「東晋の鄧鬱が内外丹を修めた」との佚文が収載されている。このように、内丹・外丹の別を立てる事例は六朝期にもわずかながらみられるが、まだ内丹の語の定義は決まっておらず、後世と同じ意味での「内なる丹」という概念がいつ頃明確化したのかはよく分かっていない。
文献上知りうる限り、内丹説の骨子は隋代の道士、蘇元朗によって初めて示されたとされる。『羅浮山志会編』に引かれたその所説には「神丹を心煉に帰する」とあり、すでに性命双修の思想が表れている。それ以降、内丹は社会に知られることとなり、隋唐期のさまざまな文献に内丹の語が現れるようになった。外丹術が隆盛を極めた唐代には、『上洞心経丹訣』をはじめとして内外丹の双修を説く丹経も多かったが、外丹術は宋代には次第に下火になっていった。これは中毒の事例に対する反省のためとする説もある。それと同時に内丹術が外丹から独立した修行法として確立し、外丹術の衰微と反比例するかのように唐末から宋代にかけて盛んになった。鍾離権・呂洞賓の鍾呂派の丹法は、初期の内丹術のひとつの完成した形を示した。その体系は五代の施肩吾の撰とされる北宋の書物『鍾呂伝道集』などに詳しい。後に鍾離権と呂洞賓は全真教の祖師に奉られた。北宋期には、禅宗の見性の考え方を取り入れて、紫陽真人張伯端が『悟真篇』を著し、性命双修を提唱した。この丹経は『周易参同契』と並ぶ内丹の古典となり、南宋以降に北宗・南宗などに分かれる内丹道に規範として影響を与えた。
現代の「気功」は内丹術の理論と技術の一部分が提供され変化したものであり、内丹術は「気功」の重要な源流の一つとなった。

### 近現代
20世紀前半の民国時代には、上海白雲観で道蔵を読んだ全真教龍門派の学者、圓頓子陳攖寧が内丹仙学を提唱した。上海仙学院で陳攖寧の教えを受けた虞陽子袁介圭は内丹仙学を台湾に伝えた（陳攖寧は大陸に留まって北京白雲観に住み、1961年には中国道教協会会長となった）。国民党の軍関係の仕事をしながら道家の養生術を研究した蕭天石は、四川省青城山で李八百丈人や易心瑩道士と交流し、後に台湾で内丹の典籍を多く収めた『道蔵精華』などを出版した。彼は『道家養生学概要』を著し、内丹道の門派を東・西・南・北・中派、伍柳派、三丰派、青城派、三峯派などに分けて概説した。
日本では1970年代前半に秦浩人という筆名の台湾人（張明澄）が日本語の書籍で三峯派の房中派内丹術を仙道房中術として紹介した。当時、秦浩人の著書を読み、内丹術や仙術に興味を抱いた日本人は多い。同時期、台湾に常駐して仕事をこなし、漢方薬店の二階に宿を借りて養生していたという高藤聡一郎は、同書の付属の資料等を頼りに、台湾に伝えられていた清修派の内丹仙学のさまざまな関係者（許進忠、李楽俅、雲遊子など）と接触し、『仙人入門』（大陸書房 1978年）を皮切りに、『秘法! 超能力仙道入門』（学習研究社 1983年）など、内丹術に関する一連の参究書を発表した。また、日本軍の諜報・宣撫活動のため中国で道士となり恒山で修煉し、第二次大戦終戦直後に当時の白雲観の観首に口訣を授けられたという田中教夫（五千言坊玄通子）が、日本に帰国後、「仙道連」という修仙の会を開いた。こうしたことから現代日本では、内丹派の煉丹術を中心とした修行法を「仙道」と呼ぶことが多い。

## 仙薬
不老長生の効果があると考えられた薬。時代と人によってそれぞれ考え方が異なり、仙薬・丹薬・方薬などとさまざまな呼び方があるが、３つの明確な分け方はない。

### 仙薬
不老不死の神仙になることを可能にする薬のこと。仙薬は君主レベルの位の高い人に使われた上等な薬であったため、上薬、上品薬ともいわれる。上薬は120種類あり、18種類は鉱物であった。命を養い、登仙することも可能にするということで、漢方では君薬という。『神農本草経』によれば保健。養生効果があり、毒性が無く長期服用・多量服用しても副作用がないと当時は考えられていた。秦の始皇帝が手に入れようと努力した不死の薬もこの仙薬だが、この時代には彼が徐福らに東海の蓬萊などに住む仙人からもらわせようとしたように、仙薬は仙人が所有しているもので、人力では作り得ないと考えられていた。前漢の中期になると、武帝は李少君らに不死の薬の製造を試みさせていることから、人力でも作り得ると考えるように変化していった。仙薬は生命の根源である五臓六腑を養うもので、神仙になるための奥義であり秘術でもあった。身体のすみずみにまで気をめぐらせて満たし、身体が軽くなると心が安らかになると道士は神仙になることができるといわれた。仙薬についての知識を最も多く集めているのは『抱朴子』の仙薬篇で、雲母や丹砂などの石薬や黄精や茯苓などの多くの薬物、とくに霊芝について性状と用法・効能が詳しく述べられている。

### 丹薬
不老長生、神仙を目的にして作られた薬。非常に多くの種類があり、原料を融解したり、昇華させたりして製造し、そのことを煉丹という。三国時代から盛んになり、唐代以後まで熱心にその製造が試みられた。最も古い煉丹書は『周易参同契』にみられ、煉丹の哲学的意義についてまとめられたもの。丹の種類や製法、効能を述べているのは『抱朴子』の金丹篇で、葛洪は自分でも丹の製造を試みている。関する書は、このほかに『太清石璧記』や『石薬爾雅』など『道蔵』に多数収められているが、丹薬の製造は秘密を守るために原料物質の正式名称を伏せて隠語を用いられたために、解釈の違いもあり非常に難解なものとなっている。主原料を密閉容器に入れて長時間加熱し、効力のある丹を得るために、精進潔斎などが必要とされた。丹の原料は、丹砂、水銀、雄黄、雌黄、鉛や砒素の化合物がよく用いられ、そのために丹中毒による死亡事故もしばしば発生した。有名な例では唐の皇帝が6人も丹の服用によって身を亡ぼしたというものがある。不老不死薬としての丹の製造は宋代になると次第に衰え、内丹の考えに変わっていくものの、中国では現在でも密閉容器中で加熱して作る薬や、丹の名がついた薬があり医薬品の中にも、砒素化合物や難溶の水銀化合物を含んだものがあり、煉丹時代の丹の名残であると考えられる。

## フィクションにおける錬丹術
- 杜子春伝[32][33][34][35]:芥川龍之介の「杜子春」の典拠作品である中国の神怪小説。なお杜子春については太平広記巻第16[36]参照。
- 鋼の錬金術師では、東洋の技術で錬金術とは似て非なるものとして扱われ、医療方面に特化した錬金術という設定になっている。
- ガープス・ルナル（ルナル・サーガ）では、錬金術にあたるウィザード独自の技能として煉丹術が存在する。
- クーロンズゲート（PSゲーム）では大清帝国(清朝)のステージにおいて煉丹術が登場する。
- ぱらいそロード[37](菅野博之)では「丹術」としていくつかの「仙丹」が登場する。

## 関連書籍
- 大形徹『不老不死　仙人の誕生と神仙術』講談社〈講談社現代新書 1108〉、1992年。ISBN 4-06-149108-3。
- 吉田光邦『錬金術 仙術と科学の間』中央公論社〈中公新書〉、1979年。ISBN 4-12-100009-9。中央公論新社〈中公文庫〉、2014年。ISBN 978-4-12-205980-1。
- 山田慶児・栗山茂久 編『歴史の中の病と医学』思文閣出版、1997年、554-566頁。ISBN 4-7842-0938-7。「日本密教医学と薬物学（二本柳賢司）　密教医学と丹薬／外丹方と内丹法の関係／内外護摩法と内外丹方の関係」